# スシロ・バンバン・ユドヨノ
スシロ・バンバン・ユドヨノ（インドネシア語: Susilo Bambang Yudhoyono、1949年9月9日 - ）は、インドネシアの政治家、軍人（退役陸軍大将）である。第6代インドネシア共和国大統領（在任:2004年 - 2014年）。頭文字を取り、SBYとして知られる。

## 経歴
1949年、東ジャワパチタン生まれ。1973年、陸軍士官学校を首席で卒業。アメリカ合衆国滞在中にウェブスター大学に学び、経営学修士号（MBA）を取得。
陸軍では、戦略予備軍の旅団長、地方軍管区司令官、国軍司令官副官などを歴任。1995年-1996年には国連軍ボスニア・ヘルツェゴビナ停戦監視団で主席軍事オブザーバーも務めた。スハルト退陣時には社会政治参謀長。かねてより「陸軍きっての秀才」との誉れ高く、その将来を嘱望されてきた。
ユスフ・ハビビ政権では、ウィラント国防相のブレーンとして、国防とともに政治にも深く関与するという国軍の伝統的な「二重機能」を廃止する理論づくりを主導した。
その後退役し、1999年にアブドゥルラフマン・ワヒド政権で初入閣（鉱業エネルギー相）。その後も同政権で政治・社会・治安担当調整相に就任してテロ対策を指揮し、メガワティ・スティアワティ・スカルノプトゥリ政権でも継続して調整相となった。
2004年3月にメガワティと対立して辞任。同年、インドネシア史上初の大統領直接選挙でメガワティを破り当選。インドネシアの第6代大統領に就任。テロ対策や汚職撲滅などに力を注いだ。
2009年7月の大統領選でメガワティらを破って再選を果たし、任期を2014年まで伸ばした。
2013年3月の民主党臨時党大会において民主党党首に就任。
2014年10月20日、任期満了により大統領を退任した。

## 政策

### アチェ和平合意
1976年の「アチェ・スマトラ国」の独立宣言以来、インドネシア政府はアチェの独立を阻止するため国軍を動員した鎮圧作戦を展開してきた。ワヒド政権で自由アチェ運動（GAM）との和平協定が締結されるが、メガワティ政権で協定が決裂し非常事態宣言を発令。アチェへの外国人の訪問が禁止される。
大統領に就任したユドヨノはメガワティ政権の方針を引き継ぎ非常事態宣言を延長するが、2004年12月のスマトラ島沖地震の発生を契機にアチェの復興を優先することで合意し、2005年1月にヘルシンキで和平交渉を再開。8月15日に「和平のための共同覚書」を調印。これに伴いGAMは武装解除し、またユドヨノもアチェから国軍を撤退し、29年間に渡るアチェ独立運動を終結させた。

### 外交
2013年1月29日、日本の岩崎茂統合幕僚長と会談。防衛面での協力拡大について協議し、翌30日に合同軍事演習を将来的に開催することで合意した。12月23日には安倍晋三内閣総理大臣と会談し、経済・安全保障面での協力拡大に合意した。
4月23日、2006年以来7年振りにミャンマーを訪問し、テイン・セイン大統領と会談。貿易投資拡大や観光・運輸・農水業・エネルギー・人材交流の面での協力拡大に合意した他、仏教徒との対立からミャンマーからの国外脱出が相次いでいるロヒンギャについても協議した。
10月2日、中国の習近平国家主席と会談。2012年に失効した通貨スワップ協定の再開や合同軍事演習の開催、兵器の共同開発を行うことで合意した。
11月、オーストラリアの情報機関がユドヨノの携帯電話を盗聴しようとしていたことが発覚。11月18日に駐オーストラリア大使を召還し、11月20日にはオーストラリア農産物の一部輸入と軍事・情報協力の凍結を表明。2014年5月、駐オーストラリア大使を再びオーストラリアに派遣し、6月4日にはバタム島でトニー・アボット首相と会談。情報活動の「行動規範」を策定することで合意し、軍事・情報協力の凍結を解除した。

## 批判
アナス・ウルバニンルム元民主党党首は、汚職疑惑をかけられ党首を辞任に追い込まれた際に、「ユドヨノが汚職撲滅委員会に圧力をかけた」と主張し、ユドヨノを「権威主義の王様」と批判した。
2013年5月、アメリカのアピール・オブ・コンシャンス（コンサイエンス）財団（en:Appeal of Conscience Foundation）から「宗教的自由・寛容性と人権の尊重を促進した」として「世界の政治家」に選ばれた。しかし、ユドヨノは宗教相に宗教少数派を軽んじる人物を任命するなど寛容性に欠ける人事を行っており、また、国内で頻発する宗教対立・民族対立に対し有効な対策を示せていないことから、国内外の人権団体から「受賞は相応しくない」と批判を受けた。
2014年9月25日、首長選挙の直接選挙制を廃止し、地方議会による間接選挙制に移行する改正案がプラボウォ・スビアントら野党・メラプティ連合により提出される。改正案はジョコ・ウィドド新政権に対抗するため、首長を野党寄りの人物で占めることを目的としており、ユドヨノは改正案に反対するジョコに同調し民主党議員に反対に回ることを指示するが、民主党が提案した直接選挙改革案が却下されたことに反発した民主党議員が議会を退席したため、翌26日に間接選挙改正案が可決される。法改正に際し、国民から「スハルト独裁時代への逆行」と非難の声が挙がり、ユドヨノは10月2日に法改正を無効にする政令を出したが、国民からは議会での対応を非難され「退任直前に汚点を残した」と評価された。

## エピソード
2013年10月7日、APEC首脳会議に出席した際、ウラジーミル・プーチン大統領の誕生日を祝い、ギターで誕生日ソングの弾き語りをした。

## 称号
- 2004年10月、ボゴール農科大学に博士論文を提出し、農業経済学の博士号を授与された。
- 2006年11月27日、慶應義塾大学から名誉博士号を授与された[28]。
- 2014年9月29日、立命館大学から名誉博士号を授与された[29]。
- 2014年10月14日、創価大学から名誉博士号を授与された。